# الثام، ویکتوریا
الثام (به انگلیسی: Eltham) یک منطقهٔ مسکونی در استرالیا است که در ویکتوریا (استرالیا) واقع شده‌است.